# All Over the World
All Over the World is een nummer van de Britse band Electric Light Orchestra uit 1980. Het is de vierde single van de soundtrack van de film Xanadu, waarin het ook te horen is.
In de tekst worden een hoop bekende steden genoemd, waaronder Londen, Hamburg, Parijs, Rome, Rio de Janeiro, Hongkong, Tokio, Los Angeles, New York, Amsterdam en Monte Carlo. De laatstgenoemde plek in het nummer is Shard End, de Birminghamse wijk waar Jeff Lynne werd geboren. "All Over the World" werd in een aantal landen een hit. Het bereikte de 11e positie zowel in het Verenigd Koninkrijk als in de Nederlandse Top 40. In de Vlaamse Radio 2 Top 30 kwam het nummer tot de 25e positie.

## Tracklijst
- 7"

1. "All Over the World" - 4:04
2. "Midnight Blue" - 4:20